# Cyamitès
Dans la mythologie grecque, Cyamitès (en grec ancien Κυαμίτης / Kuamítēs) est un héros ou une divinité vénéré à Athènes, lié aux haricots.

## Étymologie
Le nom de Cyamitès en grec ancien est Κυαμίτης / Kuamítēs : construit à partir de κύαμος / kúamos, « haricot » et du suffixe -ίτης / -ítēs, il signifie « dieu des haricots » et « patron du marché aux haricots ».

## Sources
La principale source ancienne au sujet de Cyamitès est Pausanias le Périégète :

« Le long de la route [entre Athènes et Éleusis, à proximité du Céphise], on a construit un temple de petites dimensions, que l'on appelle le temple du Cyamitès. Je ne peux rien dire de sûr à ce propos : fut-il le premier à semer les fèves ? A-t-on pris pour patron un héros parce qu'on ne pouvait pas rapporter à Déméter l'invention des fèves ? Qui a déjà vu la cérémonie d'initiation à Éleusis ou qui a lu les recueils que l'on appelle Orphiques sait ce que je veux dire. »

— Pausanias, Description de la Grèce, I, 37, 4.
Cyamitès est également mentionné par des sources plus tardives et très concises, comme Hésychios d'Alexandrie (dont le texte, lacunaire, est mal compris) et Photios Ier de Constantinople.

## Culte et fonction

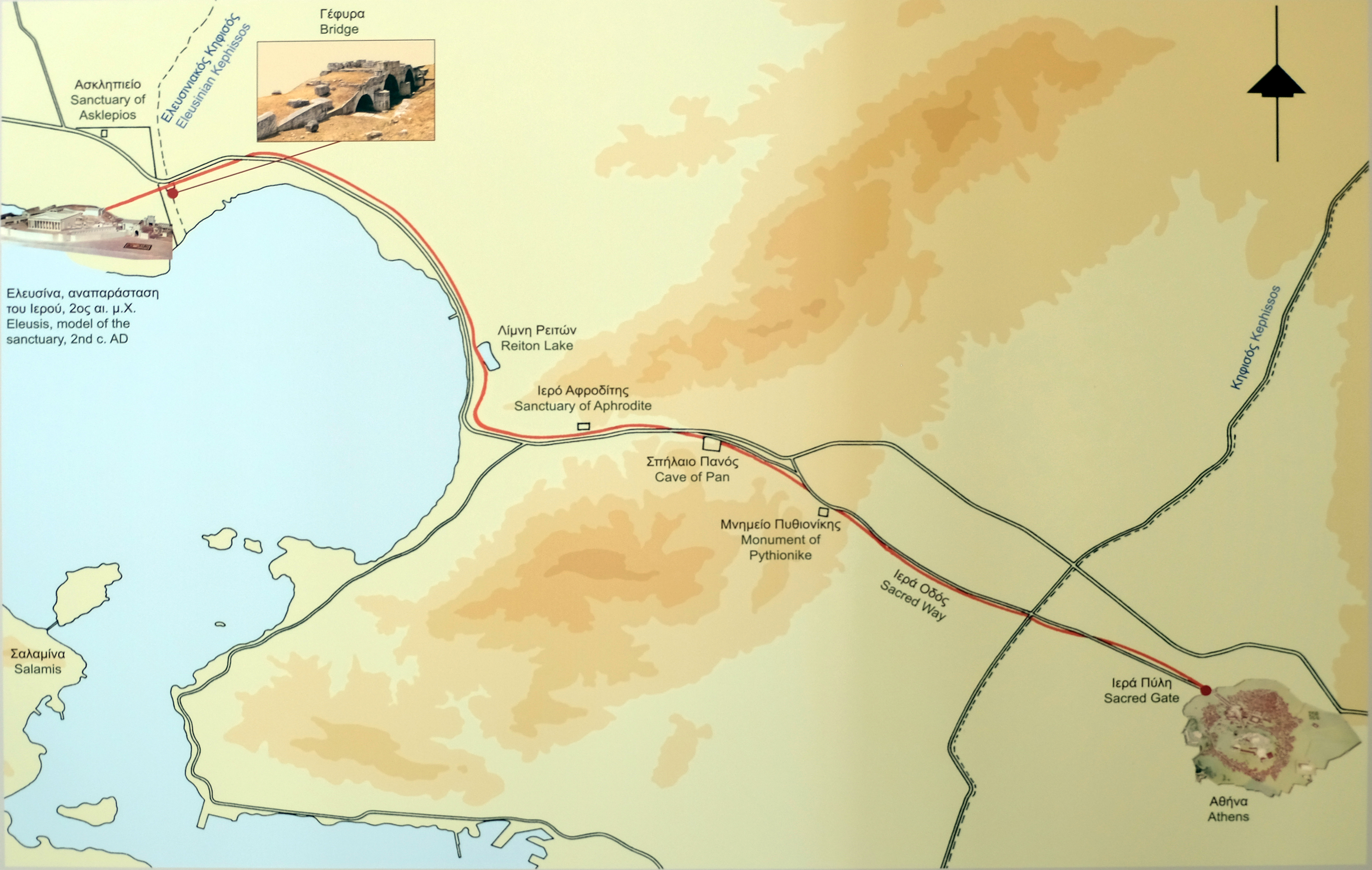
Plan de la voie sacrée entre Athènes et Éleusis, croisant le Céphise.

Un sanctuaire en l'honneur de Cyamitès se trouvait sur la voie sacrée entre Athènes et Éleusis, à proximité du Céphise, où se trouvait également un marché aux haricots (κυαμῖτις / kuamîtis) mentionné par Plutarque, ce qui peut expliquer son nom,. Les vestiges du temple sont identifiés au cours du XIXe siècle par Louis-François-Sébastien Fauvel puis François Lenormant.
Malgré la mention des mystères d'Éleusis par Pausanias, Cyamitès ne semble pas être lié aux divinités de ce culte.
Léon Robin avance que Cyamitès serait le héros fondateur d'un groupe ethnique se pensant descendant d'un homme-haricot oublié par la suite.
D'après Károly Kerényi, Cyamitès pourrait être un nom d'Hadès : les haricots seraient des végétaux issus du monde souterrain, poussant en hiver malgré le fait que Déméter interdise la croissance des plantes pendant cette saison.

## Pages connexes
- Culte héroïque grec

### Sources antiques
1. ↑  Hésychios, Lexique [(grc) lire en ligne], s.v. Κυαμίτης.
2. ↑  Photios, Lexique [(grc) lire en ligne], s.v. Κυαμίτης.
3. ↑  Pausanias, Description de la Grèce [détail des éditions] [lire en ligne], I, 37, 4.
4. ↑  Plutarque, Œuvres morales [détail des éditions] [lire en ligne], 837 C (Vies de dix orateurs, « Isocrate »).